# Peter Huber (Historiker)
Peter Huber (* 26. Juli 1954 in Zürich) ist ein Schweizer Historiker sowie Privatdozent für Neuere Allgemeine und Schweizergeschichte an der Universität Basel.

## Leben
Peter Huber studierte Geschichte, Romanistik und Philosophie an der Universität Zürich und wurde 1986 promoviert. Ab 1989 war er Mitarbeiter bei mehreren Forschungsprojekten, insbesondere zum Schicksal der Schweizer in der Sowjetunion (1991–1993), zum Apparat des Kommunistischen Internationalen (1994–1996) und zum Spanischen Bürgerkrieg (1997–1999). 1999–2003 leitete er das Forschungsprojekt «Biografisches Handbuch der Komintern» an der Universität Hannover.
Seit 1998 wirkt er als Privatdozent für Neuere Allgemeine Geschichte und Schweizer Geschichte an der Universität Basel.

## Schriften (Auswahl)
- Kommunisten und Sozialdemokraten in der Schweiz 1918–1935. Der Streit um die Einheitsfront in der Zürcher und Basler Arbeiterschaft. Limmat, Zürich 1986, ISBN 3-85791-104-2 (= Dissertation, Universität Zürich, 1986).
- Stalins Schatten in der Schweiz. Schweizer Kommunisten in Moskau. Verteidiger und Gefangene der Komintern. Chronos, Zürich 1994, ISBN 3-905311-29-1.
- (hrsg. mit Josef Lang) Solidarität mit der schweizerischen Revolution. Die deutsche „Adressen-Bewegung“ 1847/48. Chronos, Zürich 1998, ISBN 3-905312-99-9.
- (mit Ralph Hug) Die Schweizer Spanienfreiwilligen. Biografisches Handbuch. Rotpunktverlag, Zürich 2009, ISBN 978-3-85869-390-7.
- Fluchtpunkt Fremdenlegion. Schweizer im Indochina- und im Algerienkrieg, 1945–1962. Chronos, Zürich 2016, ISBN 978-3-0340-1352-9.